# Внутрішні провінції

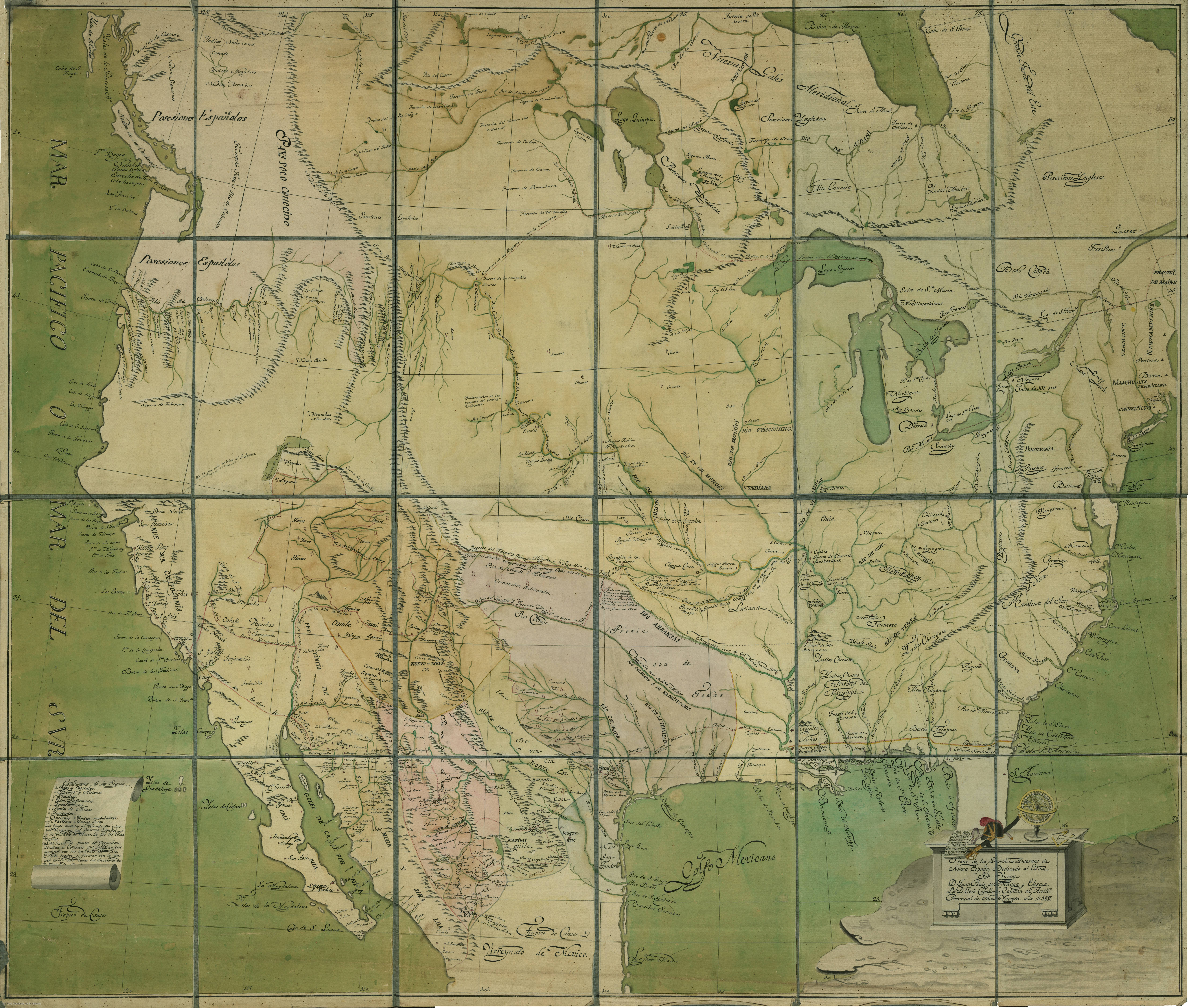
Внутрішні Провінції в 1817 році

Генерал-капітанство і комендантство Внутрішніх Провінцій (ісп. Comandancia y Capitanía General de las Provincias Internas) — адміністративна одиниця Іспанської імперії, що існувала в 1776—1820 роках.

## Історія
Коли в 1761—1770 роках Хосе де Гальвес був головним інспектором Іспанської Америки, то йому прийшла в голову ідея створення на північних кордонах Нової Іспанії окремого віцекоролівства або генерал-капітанства, що дозволило б краще захистити цей регіон від претензій інших держав і від нападів індіанців. Низька заселеність регіону і невисока дохідність порівняно з передбачуваними витратами не дали тоді здійснити цей проєкт, але в 1775 році Хосе де Гальвес став міністром у справах Індій, і зміг зайнятися реалізацією своїх ідей. Ним було створено віцекоролівство Ріо-де-ла-Плата і генерал-капітанство Венесуела (яке фактично, теж було віцекоролівством), на півночі ж його бажанням було створення віцекоролівства Нова Віскайя, але цього йому не дозволили, і тоді в північних областях Нової Іспанії створили генерал-комендантство Внутрішніх Провінцій, головою якого став Теодоро де Круа.
Нова адміністративна одиниця була складена з провінцій Сонора-і-Сіналоа, Нова Віскайя, Каліфорнії, Санта-Фе-де-Нуево-Мексико і Коахуила-і-Техас, які перебували під юрисдикцією Аудієнсії Гвадалахара, столицею нової адміністративної одиниці став Аріспе. У 1786 році Внутрішні Провінції були розділені на три комендантства: Західне, Центральне і Східне, в 1787 реорганізовані в два — Західне і Східне (з межею між ними по річці Гуанаваль). У 1790 році комендантства були знову об'єднані в Генерал-комендантство Внутрішніх Провінцій зі столицею в Чіуауа. У 1793 році в Каліфорнії, Новому королівство Леон і в Новому Сантандері були призначені військові губернатори. У 1804 році Каліфорнія була розділена на Верхню Каліфорнію і Нижню Каліфорнію.
31 травня 1820 року Генерал-комендантство Внутрішніх Провінцій було ліквідовано, а його території повернулися до складу віцекоролівства Нова Іспанія.